# Windchaser
Windchaser ist ein Fantasy-Echtzeit-Strategiespiel von Chimera Entertainment, das am 9. September 2008 bei dtp entertainment veröffentlicht wurde.

## Handlung
Die Geschichte wird durch zahlreiche Zwischensequenzen und Dialoge während des Spiels sowie Kommentare während der Ladebildschirme erzählt. Diese Kommentare spricht in der 1. Kampagne die Spielfigur Kerberus, in der 2. Kampagne die Spielfigur Ioan.

### Spielwelt
Vor 600 Jahren war die Welt von Ensai eine hoch entwickelte Zivilisation, doch am Ende eines Krieges wurde der Weltenbrand entfesselt, welcher vieles vernichtete. Von der einstmals sehr weit fortgeschrittenen Technologie und Kultur blieben nur Ruinen und Artefakte übrig. Doch aus den Überresten entstand eine neue Zivilisation. Diese lebt im Glauben an die göttliche Zweifaltigkeit, welche einst den Weltenbrand verursacht hat.
Teil dieser neuen Zivilisation sind auch die Gilden, welche sich aus Artefakten fliegende Schiffe bauen und durch das Land ziehen, um verschiedene Aufträge zu erledigen, neue Artefakte zu finden, Novizen aufzunehmen und zu Kriegern auszubilden sowie die Bevölkerung zu beschützen.
Zu Beginn des Spiels ist ein neuer Krieg um den Glauben an die Zweifaltigkeit ausgebrochen. Reformisten wollen Veränderungen an den Traditionen und Ritualen vornehmen, doch Orthodoxe stellen sich dagegen, da sie einen neuen Weltenbrand befürchten.

### 1. Kampagne
Eines Tages zieht der Bauernsohn Ioan hinaus um ein Novize zu werden und sich einer Gilde anzuschließen. Schon bald trifft er auf den Gildenführer Caine und seine Ziehtochter Shara. Diese erkennen schnell Ioans Talent, stellen ihm ihr Gildenschiff, die Windchaser vor und nehmen ihn in die Gilde auf. Ioan fällt dem Kerberus auf, welcher die Gruppe versteckt begleitet und beobachtet.
Der Gilde fällt es zunehmend schwer, während des Reformationskrieges eine neutrale Stellung beizubehalten. Sie erreicht schließlich das Dorf Leem. Dort will Caines alter Gegner Saros mit ihm Kontakt aufnehmen. Caine lässt sich von Shara begleiten, Ioan ist solange mit der Bewachung des Dorfes beschäftigt.
Schließlich wird Ioan misstrauisch, er begibt sich auf die Suche nach Caine und Shara. Shara findet er bald auf, sie kann berichten, dass sie mit Caine in eine Falle geraten ist und er entführt wurde. Sie finden ihn schließlich im Lager von Saros. Doch die Suche nach Caine war ein Ablenkungsmanöver, Saros hat in der Zwischenzeit Leem vernichtet und ist mit seinen Truppen weitergezogen.
Während die Gilde die Spuren von Saros verfolgt hört Ioan immer wieder eine mysteriöse Stimme. Caine glaubt, dass die Zweifaltigkeit selbst zu Ioan spricht. Sie gibt Anweisungen dazu die drei Teile eines Artefakts, dem Purgatoriumsschlüssel zu sammeln. Mit diesem Schlüssel kann das Purgatorium gefunden und entfesselt werden was den Reformationskrieg beendet würde.
Caine möchte hierfür seinen Freund Saladon um Hilfe bitten, doch dieser wurde bereits von Saros getötet. Sie finden Saros in einem Bergpass, wo er durch eine List mitsamt seinen Truppen geschlagen werden kann. Dabei blockieren sie aber auch den Weg zur Stadt Krainnagh, wo sich der letzte Teil des Purgatoriumsschlüssels befindet. Die Gilde muss daher einen langen und beschwerlichen Umweg durch die Wüste nehmen. Shara hat zunehmend Zweifel an der Richtigkeit der Mission.
Krainnagh wird belagert, es tobt gerade die entscheidende Schlacht als die Gilde dort ankommt. Die geschwächten Angreifer können zurückgeschlagen werden und der Purgatoriumsschlüssel wird vervollständigt. Er weist einen Weg durch die Wüste in die Mondblütenschlucht. Auf Bitten Ioans bleibt Shara bleibt am Eingang der Schlucht zurück.
Während sich die übrige Gruppe zum Purgatorium durchkämpft entschließt sich Shara dazu, ihnen zu folgen. Sie erhält Unterstützung durch den Kerberus, dem Wächter des Purgatoriums. Dieser hat die Gilde die gesamte Zeit über beobachtet und muss verhindern, dass das Purgatorium aktiviert wird. Ioan ist nämlich von einer dunklen Macht besessen. Diese hatte bereits mehrfach zuvor mit anderen Wirtskörpern versucht das Purgatorium zu erreichen, doch konnte sie jedes Mal vom Kerberus aufgehalten werden. Ioan bildet aber einen außergewöhnlich starken Wirtskörper, so dass der Kerberus die Hilfe von Shara benötigt. Da Ioan mit Caine bereits fast am Ziel ist, muss der Kerberus ihr vorauseilen.
Ioan, angetrieben und fanatisch durch die dunkle Macht, ist aber unaufhaltsam, der Kerberus wird schließlich geschlagen, dabei stirbt jedoch Caine. Schließlich erreicht Ioan am Abgrund, der Grenze zu einem durch den Weltenbrand ausgetrockneten Ozean, das Purgatorium. Dort erreicht ihn Shara. Auch sie versucht ihn aufzuhalten, doch Ioan lässt sich nicht von seiner Mission abbringen und entfesselt das Purgatorium.

### 2. Kampagne
Ioan erwacht in einer Art Limbus. Er erkennt, dass das Purgatorium einen neuen Weltenbrand ausgelöst hat und erinnert sich zurück. Am liebsten würde er Shara wiedersehen und die Ereignisse am Abgrund ungeschehen machen. Schließlich spricht ihn wieder die Stimme an und erklärt, dass es notwendig war, dass er die Auswirkung des Purgatoriums selbst sehen musste, er bekommt aber eine zweite und letzte Chance. Diesmal muss er verhindern, dass das Purgatorium entfesselt wird.
Die Stimme setzt Ioan in die Zeit in Leem zurück. Dabei behält er alle seine Erinnerungen an die vergangenen Ereignisse. Diesmal kann er Shara und Caine rechtzeitig erreichen und vor der Falle von Saros beschützen. Die Gilde bereitet sich auf dessen Angriff auf Leem vor welcher so erfolgreich abgewehrt werden kann.
Wieder sucht die Gilde nach den Teilen des Purgatoriumsschlüssels mit welchem das Purgatorium nicht nur aktiviert, sondern auch zerstört werden kann, dabei werden sie diesmal von Caines Freund Saladon unterstützt. Außerdem können sie den direkten Weg nach Krainnagh nehmen, doch dadurch kommen sie früher an und die Stadt ist noch unter starker Belagerung. Die Gilde muss in der Wüste verstreute Soldaten mobilisieren um die Belagerer zu schlagen und Krainnagh zu erreichen. Dort erhält sie den letzten Teil des Purgatoriumsschlüssels und reist zur Mondblütenschlucht.
In der Schlucht trifft die Gilde überraschend auf Truppen von Saros, in ihm hat die dunkle Macht einen neuen Wirtskörper gefunden. Diesmal versucht er das Purgatorium einzufordern. Als die Gilde bis zu ihm vordringt hat er bereits den Kerberus besiegt, dennoch kann Saros (und damit die dunkle Macht) geschlagen werden, Ioan zerstört das Purgatorium. Als die Gilde ihren Sieg feiert, hat Shara genug von Kämpfen. Ioan entscheidet sich dafür, mit ihr gemeinsam sesshaft zu werden.
Immer noch am Abgrund hört Ioan wieder die mysteriöse Stimme, sie enthüllt, dass sie nicht die Zweifaltigkeit ist wie es Ioan die ganze Zeit über vermutet hatte, sondern in Wahrheit die Macht zu sein, welche dem Purgatorium innewohnte. Da sie nun durch die Zerstörung des Purgatoriums frei ist, will sie die Welt vernichten. In drei Inkarnationen muss sie nun geschlagen werden, wobei die Gilde vom Kerberus, welcher sich wieder erholt hat, unterstützt wird.
Nach dieser letzten Schlacht zieht der Kerberus sich in den Abgrund zurück, wo er auf andere seine Art trifft und nun, wo es kein Purgatorium zum Bewachen mehr gibt, eine neue Bestimmung findet.

## Spielmechanik
Windchaser vereinigt Elemente von Rollenspielen und Echtzeittaktikspielen. Dabei steuert der Spieler Gruppen von Charakteren sowie die Windchaser als mobiles Hauptquartier.
Die Aufgaben des Spiels bestehen aus dem Lösen von Quests. Diese bestehen aus dem Schlagen bestimmter Gegner, dem Erreichen und Erobern von Gebieten der Karte, dem Einsammeln bestimmter Items und anderen Aufgaben. Einige Quests haben ein festes Zeitlimit.
Das Spiel ist in zwei Kampagnen aus insgesamt 15 Kapiteln eingeteilt, dabei gibt es aber nur sieben verschiedene Karten. Die zweite Kampagne ist erst verfügbar wenn man die erste einmal durchgespielt hat.

### Charaktere
Jeder Charakter hat Attribute in Form von Lebenspunkten, Schadenspunkten und Moralpunkten, außerdem ein aktives Talent, ein passives Talent und gehört einem der drei Kampstile an.
Durch das Gewinnen von Kämpfen sammeln Charaktere Erfahrung. Mit genug Erfahrung steigen sie ein Level auf, wodurch sich die Attribute verbessern. Das höchste Level ist das sechste Level mit dessen Erreichen es eine Verbesserung des aktiven Talents sowie einen dauerhaften Bonus für die Attribute gibt.
Jeder Charakter gehört zu einer Klasse, welche die Attribute, die Talente, den Kampfstil sowie das Aussehen des Charakters bestimmt. Auf drei Stufen stehen dabei insgesamt 13 Klassen zur Verfügung.
Die Klasse kann an einer Ausbildungsstätte kostenlos gewechselt werden. Diese sind an bestimmten Orten auf der Karte zu finden, später dient die Windchaser selbst als Ausbildungsort. Haben Charaktere mindestens das fünfte Level erreicht so lassen sie auch zu einer Klasse höheren Ranges ausbilden, dabei werden sie aber wieder auf das erste Level versetzt.
Die Charaktere sind nicht an einen Kampfstil gebunden, dieser kann sich durch den Klassenwechsel ändern. Charaktere des Spielers werden zwischen den Kapiteln nicht übernommen.
Die Helden Ioan, Shara und Caine sind besondere Charaktere, sie haben sehr starke Attribute, besondere Talente und können nicht ausgebildet werden, somit sind sie auch an einen Kampfstil gebunden. Außerdem werden sie zwischen den Kapiteln übernommen.
Gegner sind reguläre Charaktere. Neben menschlichen Gegnern wie feindlichen Soldaten oder Banditen gibt es auch verschiedene wilde Tiere und Monster als Gegner. Es gibt auch gemischte Gegnergruppen, bestehend aus Monstern und Menschen.

#### Gruppen
Der Spieler steuert bis zu vier Gruppen von je fünf Charakteren. Auch die Gegner sind stets in Gruppen organisiert. Kämpfe finden nur zwischen Gruppen statt, auch wenn Gruppen aus einem einzelnen Charakter bestehen können.
Jede Gruppe besitzt einen Charakter als Anführer.
Wenn die Gruppe gerade nicht in einen Kampf verwickelt ist, kann ihre Zusammensetzung beliebig verändert werden, die Charaktere können auch zwischen den Gruppen ausgetauscht werden.

#### Kampfstile
Jeder Charakter gehört einem Kampfstil an: Konzentration, Disziplin und Chaos. Diese beeinflussen den Kampf nach dem Schere-Stein-Papier-Prinzip:
- Konzentration-Charaktere besitzen einen Vorteil gegenüber Disziplin-Gegnern, sind aber bei Chaos-Gegnern im Nachteil. Sie haben außerdem besonders viele Moralpunkte, aber relativ wenige Lebenspunkte.

- Disziplin-Charaktere besitzen einen Vorteil gegenüber Chaos-Gegnern, sind aber bei Konzentration-Gegnern im Nachteil. Sie haben außerdem besonders viele Lebenspunkte, aber relativ wenige Schadenspunkte.

- Chaos-Charaktere besitzen einen Vorteil gegenüber Konzentration-Gegnern, sind aber bei Disziplin-Gegnern im Nachteil. Sie haben außerdem besonders viele Schadenspunkte, aber relativ wenige Moralpunkte.

#### Talente
Jeder Charakter hat ein aktives und ein passives Talent. Diese Talente sind Fähigkeiten, welche den Kampf beeinflussen. Sie können beispielsweise vorübergehend die Attribute verbessern, Lebenspunkte und Moral wiederherstellen oder dem Gegner direkt schaden. Manche Talente beeinflussen nur den Charakter selbst, andere die gesamte Gruppe oder sogar alle beteiligten Gruppen.
Das passive Talent wird auch als Anführerbonus bezeichnet und kommt nur zum Einsatz wenn der Charakter Gruppenführer ist, dabei wirkt es automatisch während des gesamten Kampfs.
Das aktive Talent muss manuell ausgeführt werden und wirkt nur für eine bestimmte Zeit. Danach muss man warten, bevor es erneut eingesetzt werden kann (Cooldown).
Wenn ein Talent ausgeführt wird während ein Talent gleichen Stils in der Gruppe noch aktiv ist so wird dieses auf die Ausführungszeit des neuen Talents verlängert, dies wird als Talentcombo bezeichnet.
Bestimmte gegnerische Talente können gekontert werden, dazu muss das Kontertalent ausgeführt werden während das gegnerische Talent aktiv ist, dessen Ausführung wird dann sofort abgebrochen. Nur wenige Gegner sind in der Lage die Talente des Spielers zu kontern.

### Kämpfe
Ein Kampf wird dadurch ausgelöst, dass eine Gruppe auf eine feindliche Gruppe trifft. Während des Kampfes werden jede Sekunde die Schadenspunkte der einen Gruppe von den Lebenspunkten und Moralpunkten der anderen Gruppe abgezogen. Der Schaden wird gleichmäßig auf die Charaktere der Gruppe verteilt. Hat ein Charakter keine Lebenspunkte mehr, so scheidet er aus dem Kampf aus, er kann also keinen Schaden und keine Moral mehr beitragen. Hat eine Gruppe keine Lebenspunkte mehr, so wurde sie geschlagen und der Kampf mit dieser Gruppe ist beendet.
Durch den Einsatz der Talente und Items lassen sich Kämpfe in ihrem Verlauf stark beeinflussen. Auch die Gruppenkonstellation ist hierfür essentiell.
Sinkt die Moral einer Gruppe auf weniger als die Hälfte des Ausgangswerts, so wird die Gruppe geschwächt. Hat eine gegnerische Gruppe keine Moralpunkte mehr, so werden diese Effekte verdoppelt.
Der Spieler kann eine Gruppe durch Flucht vorzeitig aus einem Kampf abziehen. Sie kann gegebenenfalls später wieder am Kampf teilnehmen. Hat eine Gruppe des Spielers keine Moralpunkte mehr flieht sie automatisch.
Über ein Punktesystem dominiert während des Kampfes für jede Gruppe individuell ein bestimmter Kampfstil. Dieser kann während des Kampfs beliebig gewechselt werden, die Anfangsrichtung entspricht dem Kampfstil des Gruppenführers. Hat ein Stil ausreichend Punkte so erhalten alle Gruppenmitglieder des Stils einen Kampfbonus. Das Ausführen eines aktiven Talents kostet Punkte eines Stils, diese werden auf die anderen Stile umverteilt.
Es können mehr als zwei Gruppen an einen Kampf beteiligt sein, den Schaden bezieht dabei nur die zuerst angreifende Gruppe. Dadurch ergeben sich vielfältige Möglichkeiten für Strategien.
Im Kampf gefallene Charaktere des Spielers kehren zur Windchaser zurück, wo sie geheilt werden. Im Kampf gefallene Charaktere von Gegnern kehren dagegen zurück, sofern nicht die gesamte Gruppe besiegt wurde. Verwundete Charaktere regenerieren sich stets automatisch außerhalb von Kämpfen.

### Items
Im Spiel gibt es zahlreiche Items. Man erlangt diese vor allem durch das Besiegen bestimmter Gegner, das Plündern von Verstecken, das Ausgraben mit der Windchaser oder durch Handel. Items werden in der Windchaser gelagert. Dort können sie oftmals auch weiterverarbeitet und verbessert werden.
Jede Gruppe kann mit einem Ausrüstungsitem und einem Verbrauchsitem ausgestattet werden, allerdings kann die Ausstattung nicht während eines Kampfes verändert werden.
Verbrauchsitems sind vor allem Tränke, welche beispielsweise Lebenspunkte oder Moralpunkte der Gruppe wiederherstellen, der Gegnergruppe direkt Lebenspunkte abziehen oder auch Talentcooldowns zurücksetzen.
Ausrüstungsitems sind vor allem Rüstungen, welche den Schaden, welchen die Gruppe erhält, reduzieren, Schwerter, welche der Gruppe mehr Schadenspunkte geben und Amulette, welche im Kampf Lebenspunkte oder Moralpunkte wiederherstellen können.
Auf vielen Karten gibt es Händler, bei welchen man Items tauschen kann. Dazu gibt es auch Handelsgegenstände (wie Gold- und Silberbarren), welche einen hohen Handelswert besitzen, sonst aber nutzlos sind.

### Die Windchaser
Die Spieler steuert auch das Gildenschiff, die namensgebende Windchaser. Diese bildet das mobile Hauptquartier, welches im Spielverlauf weiter ausgebaut und aufgerüstet wird.
Die Windchaser kann frei über die Karte in Gebiete bewegt werden, welche zuvor durch die Eroberung eines Spähturms gesichert wurden.
Das Gildenschiff kann Charaktere aufnehmen und transportieren, während Charaktere sich in der Windchaser aufhalten werden sie schnell geheilt. Mit der Windchaser werden auch neue Charaktere rekrutiert. Des Weiteren werden in ihr auch Items gelagert und bei späteren Ausbaustufen auch zu höherwertigen Items weiterverarbeitet. Mit der letzten Ausbaustufe kann die Windchaser auch direkt die Ausbildung von Charakteren übernehmen.
Durch das Lösen von Quests wird die Windchaser um neue Bereiche erweitert und man erhält Ruhmespunkte mit welchen man neue Fähigkeiten der Windchaser freischalten kann.
Das Gildenschiff kann nicht zerstört oder durch Gegner angegriffen werden, es ist an Kämpfen nahezu unbeteiligt.

## Entwicklung
Die Entwicklung von Windchaser hatte ihre Ursprünge in einer Abschlussarbeit aus dem Jahr 2005 von Studenten der Media Design Hochschule in München. 2006 wurde von ihnen Chimera Entertainment gegründet. Dass Unternehmen erhielt 2007 den LARA Start Up Award, gefördert vom bayrischen Wirtschaftsministerium und 2008 den Förderpreis der Jury des Deutschen Entwicklerpreises.
Auf der Games Convention 2007 wurde das Spiel durch den Publisher dtp entertainment erstmals vorgestellt. Am 9. Mai 2008 erschien es im deutschen Handel. Kurze Zeit später wurde eine Demoversion veröffentlicht. Am 26. November 2008 wurde das Spiel durch den Publisher Akella vollständig lokalisiert in Russland veröffentlicht. Am 13. August 2009 erfolgte die Veröffentlichung in den USA durch Got Game Entertainment.
Das Spiel verwendet die Shark3D-Engine.

## Rezeption
Windchaser wurde von der Presse überwiegend mittelmäßig bis positiv aufgenommen.

„Die ganz große Überraschung ist dem kreativen Team von Chimera Entertainment mit Windchaser zwar nicht geglückt, aber das Erstlingswerk kann sich sehen lassen. Ein ganz besonderes Lob hat dieses Spiel für die ausgeklügelte Story mit ihren interessanten Charakteren verdient - so eine ungewöhnliche Geschichte hab ich seit langer Zeit nicht mehr in diesem Genre erlebt. [...] Ob das Spiel gefällt, wird also entscheidend vom Kampfsystem abhängen - das schaut ihr euch am besten selbst in der Demo an. Wir können unterm Strich trotz der Schwächen im Bereich der Technik, Kulisse und Charakterentwicklung eine Empfehlung für alle Spieler aussprechen, die in erster Linie taktisch gefordert und erzählerisch gut unterhalten werden wollen.“

„Vieles neu, vieles gut, aber nicht alles ganz rund. Vor allem aber ein Spiel für Denker und versierte Taktiker. Und ein Spiel mit einer wirklich tollen Story und glaubwürdigen Charakteren. Mir persönlich hat 'Windchaser' sehr viel Spaß gemacht, wenn ich in den ersten beiden Missionen auch so gut wie jeden Kampf mehrmals ausfechten musste. Die taktischen Möglichkeiten sind zwar übersichtlich, müssen aber extrem geschickt eingesetzt werden, denn der Schwierigkeitsgrad ist nicht von schlechten Eltern.“

„Windchaser krempelt zwar nicht das ganze Rollenspiel-Genre um, sondern wirft »nur« zwei, drei neue Ideen hinein. Ich mag zum Beispiel die mobile Basis - aber noch besser gefällt mir das Sektoren-Einnehmen inklusive neuer Aufgaben und Artefakt-Aufklauben. Das motiviert ungemein! Zum rot-grünblauen Kampfsystem habe ich allerdings eher eine Hassliebe entwickelt: Das Stein-Schere-Papier-Prinzip ist zwar grundsätzlich klasse, aber viel zu kompliziert und sperrig umgesetzt. Ehrlich, die abgegriffene Floskel mit dem »frischen Wind« mag ich eigentlich gar nicht - aber hier passt sie wie die ebenso floskelige Faust aufs Auge.“

„Es ist diese Unausgereiftheit im Detail, die das Spielen stellenweise wirklich anstrengend werden lässt. Immerhin hat die Umsetzung des Kernprinzips wirklich wunderbar funktioniert. Die Verquickung von Taktik, Strategie und einigen Rollenspielelementen macht schnell süchtig und zieht Euch wie eine Dampflok durch das umfangreiche Abenteuer. Dazu leistet auch die spannende Hintergrundgeschichte mit ihren zahlreichen Wendungen einen essentiellen Beitrag. Da stört es kaum, dass die Spielwelt trist und die Charaktere ein wenig steif geraten sind.“